# Aphloia
Aphloia (DC.) Benn.  (=Neumannia  A.Rich.) é um género monotípico de plantas angiospérmicas (plantas com flor - família Aphloiaceae Takht. (= Neumanniaceae  Tiegh), divisão Magnoliophyta), pertencente à ordem Crossosomatales.
Este gênero contém uma única espécie:
- Aphloia theiformis, um pequeno arbusto nativo do Leste africano e ilha de Madagascar. A espécie ocorre também nas Ilhas Seychelles.